# Francisco Paradera
Francisco Paradera Olivera (* 1895 im Departamento Durazno) war ein uruguayischer Politiker.
Der promovierte Mediziner Francisco Paradera praktizierte als Arzt in San Gregorio. Paradera, der der Partido Nacional angehörte, hatte in der 33. Legislaturperiode als Repräsentant des Departamentos Tacuarembó vom 7. November 1938 bis zum 25. November 1940 ein Mandat als stellvertretender Abgeordneter in der Cámara de Representantes inne.

## Zeitraum seiner Parlamentszugehörigkeit
- 7. November 1938 bis 25. November 1940 (Cámara de Representantes, 33. Legislaturperiode (LP))